# Ooforectomia
L'ooforectomia (del Grec ooforos o "portador d'ous" i ectomḗ o "tall"), històricament també anomenada ovariotomia, és l'extirpació quirúrgica d'un (o tots dos) ovaris. La cirurgia també s'anomena ovariectomia, però aquest terme s'utilitza principalment en referència a animals no humans (com l'extirpació quirúrgica d'ovaris d'animals de laboratori). L'extirpació dels ovaris de les femelles és l'equivalent biològic de la castració dels mascles; el terme "castració" només s'utilitza rarament a la literatura mèdica per referir-se a l'ooforectomia de les dones. L'extirpació d'ovaris i úter s'anomena ooforohisterectomia o ovariohisterectomia (una forma d'esterilització).
La primera ooforectomia humana reeixida va ser realitzada per (Sir) Sydney Jones a Austràlia, el 1870.
L'ooforectomia parcial o ovariotomia és un terme que de vegades s'utilitza per descriure una varietat de cirurgies com l'extirpació de quists ovàrics o la resecció de parts dels ovaris. Aquest tipus de cirurgia preserva la fertilitat, encara que la insuficiència ovàrica pot ser relativament freqüent. La majoria dels riscos i conseqüències a llarg termini de l'ooforectomia no estan presents o només estan parcialment presents amb l'ooforectomia parcial.
En humans, l'ooforectomia es realitza amb més freqüència és a causa de malalties com els quists d'ovaris o el càncer d'ovari; com a profilaxi per reduir les possibilitats de desenvolupar un càncer d'ovari oun  càncer de mama; o en conjunció amb la histerectomia (extirpació de l'úter). A la dècada de 1890, la gent creia que les ooforectomies podrien curar les rampes menstruals, el mal d'esquena, els mals de cap i la tos crònica, encara que no existia cap evidència que el procediment afectés cap d'aquestes malalties.
L'extirpació d'un ovari juntament amb la trompa de Fal·lopi s'anomena salpingo-ooforectomia o salpingo-ooforectomia unilateral. Quan s'extirpen tant els ovaris com les trompes de Fal·lopi, s'utilitza el terme salpingo-ooforectomia bilateral. L'ooforectomia i la salpingo-ooforectomia no són formes habituals de control de la natalitat en humans; més habitual és la lligadura de trompes, en què les trompes de Fal·lopi estan bloquejades, però els ovaris romanen intactes. En molts casos, l'extirpació quirúrgica dels ovaris es realitza simultàniament amb una histerectomia. El nom mèdic formal per a l'extirpació de tot el sistema reproductor d'una dona (ovaris, trompes de Fal·lopi, úter) és "histerectomia abdominal total amb salpingo-ooforectomia bilateral"; el terme més casual per a aquesta cirurgia és "ovariohisterectomia". La "histerectomia" és l'extirpació de l'úter (del grec histera o "úter" i ectomé o "tall") sense extirpar els ovaris o les trompes de Fal·lopi.